# Friedrich Wolf
Friedrich Wolf, russificato in Fridrich Vol'f (in russo Фри́дрих Вольф?; Neuwied, 23 dicembre 1888 – Lehnitz, 5 ottobre 1953), è stato uno scrittore, drammaturgo e diplomatico tedesco naturalizzato sovietico padre di Markus e Konrad Wolf.

## Biografia
Nasce al tempo del Regno di Prussia nella Provincia del Reno in un'agiata famiglia di mercanti ebrei. Studia inizialmente Medicina e diventa poi dottore nel 1913, frequentando nel frattempo corsi di Filosofia e Storia dell'Arte a Monaco, Tubinga, Bonn e Berlino. Nel 1914 viene assunto come medico di bordo su una nave che costeggia Groenlandia, Canada e Stati Uniti d'America, poi viene impiegato dalla Croce Rossa sul fronte occidentale durante la prima guerra mondiale; questa esperienza lo influenza profondamente, facendo di lui un convinto pacifista.
Nel 1917 va in scena il suo prima dramma, Mohammed, e nello stesso anno pubblica il suo primo romanzo, Langemarck, avvicinandosi così al mondo degli intellettuali, che in quegli anni guardano con simpatia verso Socialismo e Comunismo; prende quindi parte anche lui ai convegni dei lavoratori a Dresda e s'iscrive all'USPD (Unabhängige Sozialdemokratische Partei Deutschlands), che vanta tra i suoi membri Eduard Bernstein, Kurt Eisner, Hugo Haase, Karl Kautsky, Karl Korsch, Ernst Thälmann, Kurt Tucholsky, Clara Zetkin e, soprattutto, Karl Liebknecht e Rosa Luxemburg.
Continua a scrivere e ad esercitare la professione di dottore al tempo stesso, prima a Remscheid e poi ad Hechingen, dove nascono i figli Markus e Konrad rispettivamente nel 1923 e nel 1925; tuttavia non riscuote molte simpatie a causa della sua posizione a favore dell'uso della Medicina naturopatica. Nel 1928 s'iscrive al Partito Comunista e al Bund proletarisch-revolutionärer Schriftsteller (Gruppo degli Scrittori Proletari-Rivoluzionari).
Nel 1929 viene arrestato in seguito alla comparsa sulla scena del dramma Cyankali, che tratta con grande anticipo la questione dell'aborto. Nel 1932 fonda a Stoccarda una compagnia teatrale Agit-Prop che chiama Spieltrupp Südwest e soprattutto per questo deve abbandonare la Germania l'anno dopo, quando Hitler prende il potere; emigra quindi a Mosca con la famiglia.
Nel 1938 parte per la Spagna per unirsi alle Brigate internazionali nella lotta contro Francisco Franco, ma viene arrestato e costretto poi in Francia nel campo d'internamento di Le Vernet. Uscitone, torna in Unione Sovietica e nel 1941 ottiene la cittadinanza; nello stesso anno fonda il Nationalkomitee Freies Deutschland (Comitato Nazionale per la Germania Libera) con gli altri tedeschi emigrati in Russia per fuggire al Nazismo.
Torna in Germania a guerra finita, nel 1945, prendendo parte attivamente e vivacemente ai dibattiti culturali, poi nel 1949 si trasferisce in Polonia per intraprendere la carriera diplomatica; ricopre l'incarico di ambasciatore della Repubblica Democratica Tedesca. Torna nuovamente in Germania nel 1951.

## Film
Dal suo libro del 1949 Der Rat der Götter fu tratto nel 1950 l'omonimo film (in inglese The Council of the Gods, cioè Il concilio degli dèi), che parla della IG Farben, la società petrolchimica che negli anni '40 si macchiò di crimini di guerra collaborando con il campo di concentramento di Auschwitz, spiegando inoltre come la società fosse molto legata all'americana Standard Oil (tra i membri del suo direttivo figurava anche Paul Warburg, capo della Federal Reserve).

## Opere
- 1917 Mohammed, Langemarck
- 1919 Das bist du, Der Unbedingte
- 1921 Die Schwarze Sonne
- 1922 Tamar
- 1923 Die Schrankkomödie, Der Arme Konrad
- 1924 Das Heldenepos des alten Bundes
- 1925 Kreatur, Der Bücherkreis.
- 1926 Kolonne Hund, Äther
- 1927 Die Natur als Arzt und Helfer, Koritke, Der Kampf im Kohlenpott
- 1928 SOS … rao rao … Foyn – „Krassin“ rettet „Italia“
- 1929 Cyankali
- 1930 Die Matrosen von Cattaro, Tai Yang erwacht
- 1933 Professor Mamlock
- 1934 Floridsdorf
- 1935 Das trojanische Pferd
- 1935 Schriftsteller und Politik
- 1938 Zwei an der Grenze
- 1940 Beaumarchais
- 1942 Der Russenpelz
- 1944 Heimkehr der Söhne, Dr. Lilli Wanner
- 1945 Der arme Konrad, Professor Mamlock
- 1945 Was der Mensch säet
- 1946 Die letzte Probe, Märchen für große und kleine Kinder
- 1947 Wie Tiere des Waldes
- 1948 Die Nachtschwalbe
- 1949 Der Rat der Götter, Bürgermeister Anna
- 1952 Menetekel, Thomas Müntzer
- 1963 John D. erobert die Welt
- 1988 Die Weihnachtsgans Auguste